# Boopis patagonica
Boopis patagonica är en calyceraväxtart som beskrevs av Carlos Luis Spegazzini. Boopis patagonica ingår i släktet Boopis och familjen calyceraväxter. Inga underarter finns listade i Catalogue of Life.